# Rita Pavone
Rita Ori Filomena Pavone, nota come Rita Pavone (Torino, 23 agosto 1945) è una cantante, attrice e showgirl italiana naturalizzata svizzera.
Nota come la Zanzara di Torino, fu soprannominata anche Pél di carota per via del colore rosso della sua capigliatura. Dotata di una voce da soprano, ha pubblicato i suoi dischi in tutto il mondo, incidendo in sette lingue diverse, ed è una delle otto cantanti pop italiane a essere entrate in classifica nel Regno Unito. In totale, ha venduto circa 50 milioni di dischi in tutto il mondo.

## Biografia

### Gli esordi
Nasce e vive i suoi primi anni in via Malta 43, nel quartiere Borgo San Paolo di Torino. La famiglia di origine era composta dal padre Giovanni Pavone, un operaio della Fiat Mirafiori di origini siciliane (1912-1990), la madre Maria, casalinga di origini ferraresi, e i fratelli Piero, Carlo e Cesare. Rita Pavone passava i suoi giorni di villeggiatura nella frazione Grandi Tanze di Mattie (Torino), dove ha fatto costruire una casa per sua madre. Sin da bambina è stata vittima di body shaming.
Rita, terza dei quattro figli della coppia, si iscrive alla prima classe dell'istituto tecnico statale Santorre di Santarosa, ma, nell'inverno 1959-60, la famiglia si trasferisce in un altro quartiere, presso le case operaie della Fiat di via Chiala 19, alle "Basse" di Mirafiori Sud.
Nello stesso periodo, appoggiata e incoraggiata dal padre Giovanni, esordisce al Teatro Alfieri di Torino in uno spettacolo per ragazzini dal titolo Telefoniade, realizzato dall'allora società telefonica Stipel. È quella la prima volta che Rita si esibisce davanti a un pubblico e lo fa in due uscite: nel primo tempo, truccata da ragazza nera e con addosso un frac di raso nero nella interpretazione di Swanee, brano reso famoso dal cantante statunitense Al Jolson; poi, nel secondo tempo, nei panni di un'inglesina in visita a Roma cantando il brano di Renato Rascel Arrivederci Roma. Tra la fine del 1959 e l'inizio del 1961 si fa notare esibendosi prima in feste studentesche, poi in alcuni locali torinesi, come l'Apollo Danze, La Serenella, La Perla, l'Hollywood Dance o il Principe, guadagnandosi il soprannome di "Paul Anka in gonnella" grazie alla scelta di un repertorio che prediligeva proprio i brani del famoso cantante canadese.
Rita deve aiutare economicamente la famiglia con lavori saltuari presso una camiceria e, allo scopo di ottenere un diploma, si iscrive a dei corsi estivi dell'Istituto Tecnico Commerciale; gli orari di lavoro però, non le consentono di proseguire gli studi.
Nel 1962 partecipa alla prima edizione del Festival degli sconosciuti di Ariccia, che vince interpretando Moliendo Café e altri brani del repertorio di Mina. Il patron della manifestazione del Festival è il cantante Teddy Reno, che diviene il suo pigmalione e che sposerà sei anni dopo in Svizzera, tra le polemiche a causa della notevole differenza d'età tra i due e per il fatto che all'epoca Teddy Reno era già sposato civilmente con Vania Protti, dalla quale aveva anche avuto un figlio. Con Teddy, Rita ha avuto due figli: Alessandro (1969) e Giorgio (1974). Risiedono in Svizzera a partire dal 1968.
La vittoria di Ariccia nel 1962 le procura un provino con l'RCA Italiana e le fa ottenere immediatamente un contratto discografico, che la consacra al grande pubblico negli anni a seguire.

### Il successo

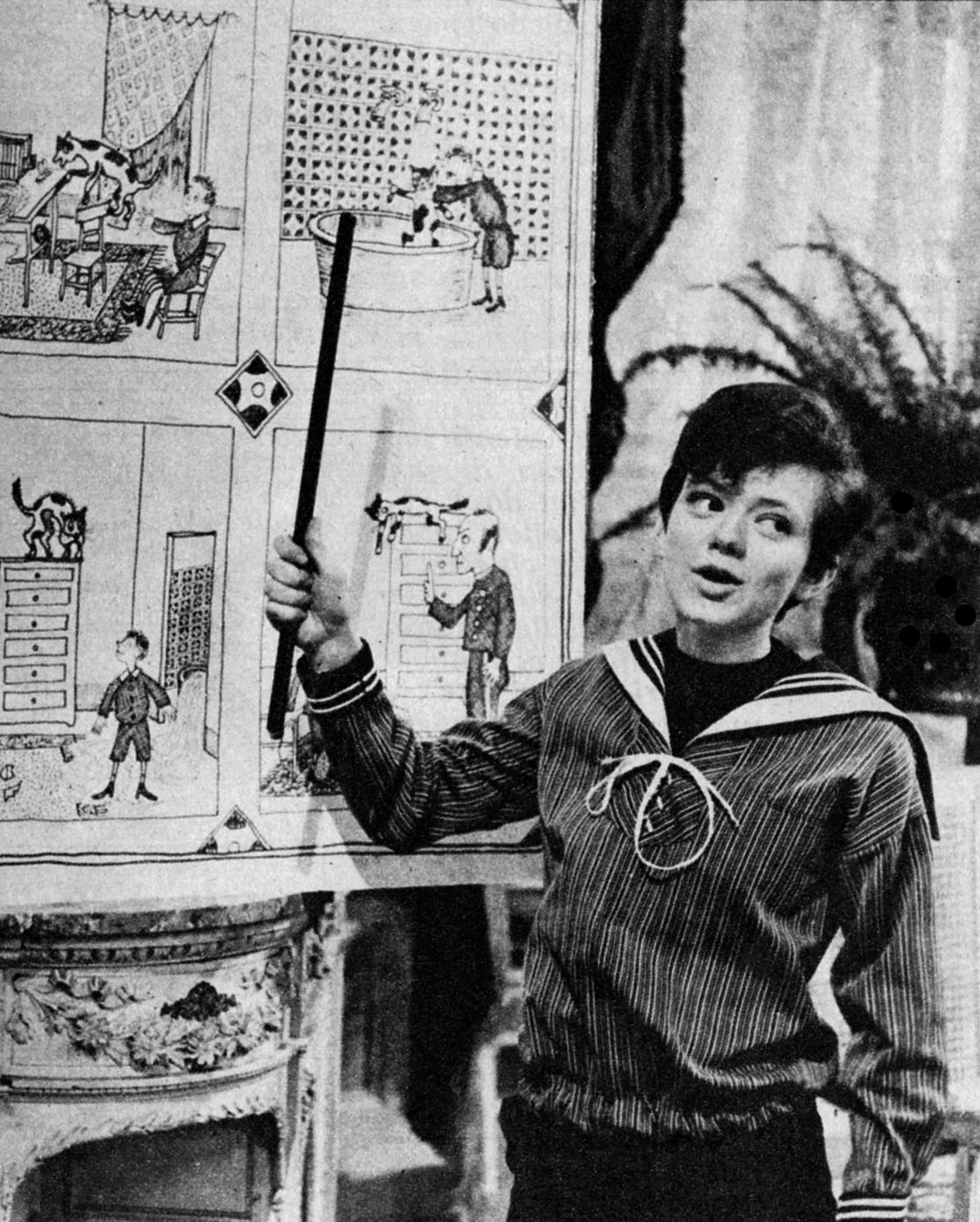
Rita Pavone ne Il giornalino di Gian Burrasca, 1964

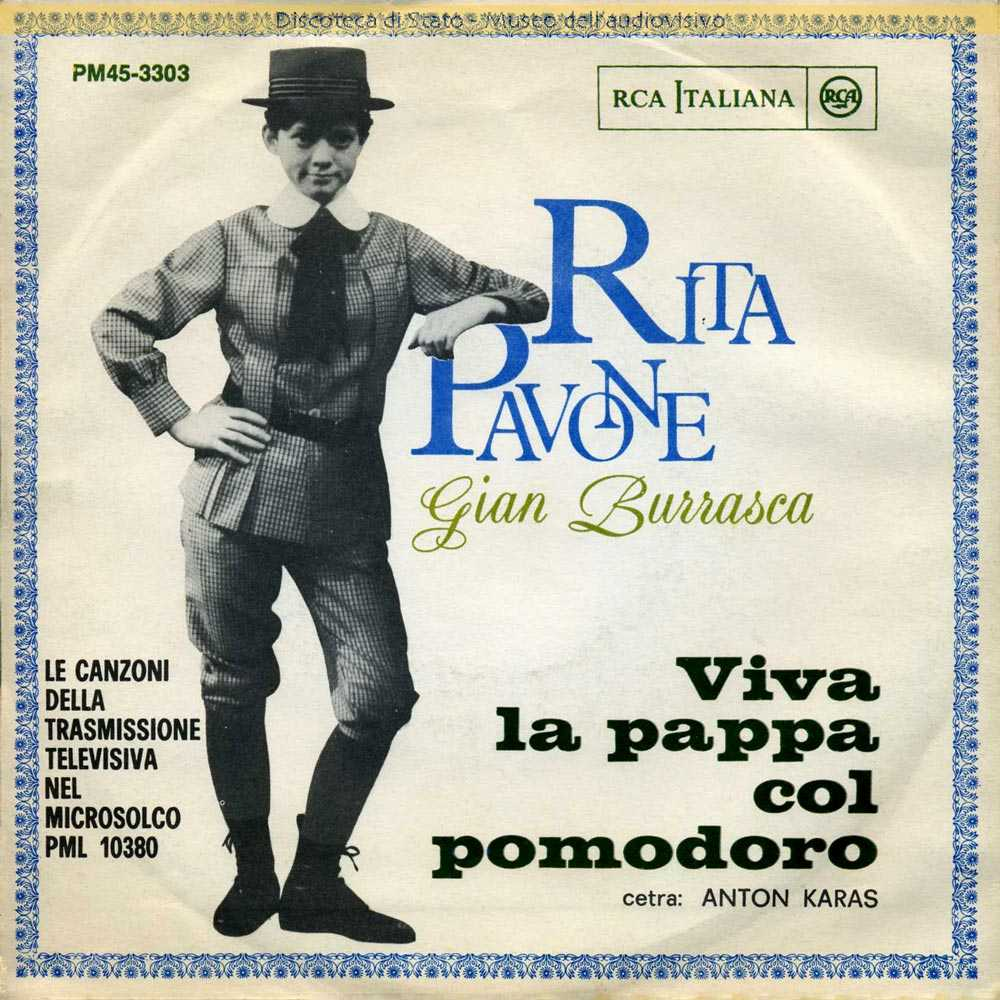
Viva la pappa col pomodoro - Disco 45 giri

Dal 1963 Rita raggiunge una vasta popolarità: già nei primi mesi dell'anno le vendite dei suoi dischi superano il milione di copie. Escono alcuni singoli di grande successo: La partita di pallone, che il 16 febbraio 1963 arriva al primo posto in hit-parade e vi rimane per due settimane, e Sul cucuzzolo (scritte da Edoardo Vianello); Alla mia età; Come te non c'è nessuno, che dal successivo 2 marzo resta in vetta per nove settimane; Il ballo del mattone, che l'8 giugno 1963 arriva prima restandoci per tre settimane; Cuore, versione italiana della hit statunitense scritta da Barry Mann e Cynthia Weil e interpretata da Wayne Newton: Heart (I Hear Your Beating), che il 6 luglio 1963 arriva prima per nove settimane; Non è facile avere 18 anni, che arriva prima il 25 gennaio 1964 per due settimane; Datemi un martello (adattamento italiano di Sergio Bardotti di If I Had a Hammer).
Nel 1964 interpreta lo sceneggiato televisivo Il giornalino di Gian Burrasca, tratto dal romanzo per ragazzi di Vamba e diretto da Lina Wertmüller, con musiche di Nino Rota orchestrate da Luis Bacalov. Sigla di questo programma è il brano Viva la pappa col pomodoro, la cui registrazione si avvale dello zither di Anton Karas. Questa canzone viene incisa dalla Pavone in molte lingue: The Man Who Makes The Music nel Regno Unito, Ich frage meinen Papa in Germania e Qué ricas son la papas in Spagna e nei paesi di lingua spagnola.
Sempre nello stesso anno, la sua popolarità meritò le attenzioni di Umberto Eco nel suo saggio intitolato Apocalittici e integrati. Nel 1965 vince il Cantagiro con Lui. Seguono numerose altre hit a 45 giri: Solo tu, Stasera con te, sigla del programma televisivo Stasera Rita per la regia di Antonello Falqui, Plip, che il 25 dicembre 1965 arriva prima per tre settimane, Qui ritornerà, che il 18 giugno 1966 arriva in prima posizione, Il geghegé, altra sigla delle cinque puntate che la videro protagonista a Studio Uno del 1966, Fortissimo, La zanzara, Gira gira, Questo nostro amore.
In questi anni, è protagonista anche di alcuni film musicarelli di buon successo commerciale: Rita, la figlia americana (1965) con Totò e la regia di Piero Vivarelli; Rita la zanzara (1966) con Giancarlo Giannini e la regia di Lina Wertmüller; Non stuzzicate la zanzara (1967), con Giancarlo Giannini e Giulietta Masina, sempre per la regia di Lina Wertmüller. Nel 1967, Rita Pavone vince il Cantagiro con Questo nostro amore, scritto da Luis Bacalov e Lina Wertmüller e tema del film Non stuzzicate la Zanzara. Nel 1967 escono Little Rita nel West (con 33 giri omonimo per la RCA), film con Terence Hill e la regia di Ferdinando Baldi, e La feldmarescialla, sempre con Terence Hill e la regia di Steno.

### I successi all'estero
Grande è stata la popolarità di Rita Pavone a livello internazionale. Molte sono le etichette per le quali Rita incide: Decca nel Regno Unito; Teldec e Polydor in Germania; Barclay, RCA e Phonogram in Francia e infine, RCA Victor per gli Stati Uniti, Giappone e tutto il Sud America. Rita Pavone ha inciso alcuni dischi in francese. Negli Stati Uniti è stata cinque volte ospite della trasmissione Ed Sullivan Show. In una puntata Rita Pavone vi appare sul cartellone quale terzo nome dopo Duke Ellington ed Ella Fitzgerald. Seguono altri spettacoli televisivi come Hullabaloo e Shindig!, che la vedono agire sul palco insieme con nomi dello spettacolo quali The Beach Boys, Marianne Faithfull, Orson Welles, Paul Anka, The Animals e The Supremes.
La RCA Victor Americana pubblica tre album di Rita Pavone: The International Teen-Age Sensation, il cui singolo, Remember Me resta per dieci settimane nelle classifiche Hot 100 di Cashbox e di Billboard, arrivando alla 26ª posizione della classifica; segue il 33 giri Small Wonder, entrambi incisi negli Studi della RCA Victor a New York, e infine Rita Pavone, registrato a Nashville, il cui produttore è il chitarrista Chet Atkins. In quell'occasione Rita Pavone si avvale di musicisti come Floyd Cramer, Al Hirt e il coro di Anita Kerr.
Il 20 marzo 1965 Rita Pavone si esibisce per la prima volta in concerto a New York nella Carnegie Hall, presentata da Ed Sullivan. Nel Regno Unito, nel 1966 il singolo Heart, nell'originale lingua inglese arriva al 12º posto nelle classifiche britanniche.
Inoltre, sempre nel 1967, negli studi televisivi londinesi della BBC, viene realizzato uno special sulla Pavone dal titolo Segni personali: lentiggini, con ospite il gruppo degli Herman's Hermits. Per l'occasione, Rita Pavone è accompagnata dal gruppo dei Collettoni. Notevole è la discografia di 45 giri e album che vedono presente Rita Pavone nel mercato in lingua tedesca e, spesso, tra le prime dieci canzoni più vendute. È del 1964 il suo primo 45 giri di successo in lingua tedesca: Wenn ich ein Junge wär', che porta Rita Pavone in vetta alle classifiche tedesche con mezzo milione di copie vendute.
Altro primo posto per Rita Pavone verrà nel 1969 con Arrivederci Hans (800 000 copie vendute solo in Germania). In Francia, dopo un approccio datato 1963 con Coeur, 45 giri EP prodotto dalla Barclay, e con il brano Clementine Cherie che sarà il tema principale del film francese omonimo, Rita Pavone sale sul podio delle classifiche francesi nel 1972 piazzandosi al 2º posto dei dischi più venduti con Bonjour la France ("La suggestione"), brano scritto per lei da Claudio Baglioni che le fa vendere 650 000 copie solo in Francia e le apre, per un mese intero, le porte del teatro Olympia di Parigi.

### Il matrimonio con Teddy Reno e il passaggio alla Ricordi

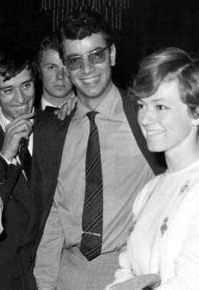
Carmelo Pagano e Rita Pavone al Festival delle Rose, 1966

Il 15 marzo 1968 il discusso matrimonio con Teddy Reno sembra avere un effetto destabilizzante per la sua carriera: agli occhi del pubblico entrava ora in contrasto la sua figura con la sua scelta di unirsi in matrimonio a un uomo molto più anziano di lei (diciannove anni) e, soprattutto, già sposato e con un figlio. Ad acuire quest'improvvisa inimicizia tra la Pavone e il suo pubblico fu anche il morboso interesse della stampa scandalistica, che si accanì su alcune vicissitudini familiari legate alla separazione fra i genitori della cantante. Rita Pavone firmò tuttavia intanto un contratto con la Ricordi, fondando l'etichetta Ritaland, attraverso la quale incise alcune canzoni per bambini che, però, passarono quasi del tutto inosservate.
In seguito incise, invece, altri tre singoli per un pubblico più adulto; Pippo non lo sa, famoso brano di Gorni Kramer, che faceva da sigla per un programma pomeridiano per ragazzi e altri due dischi, Il mondo nelle mani e Nella mia stanza, che non riuscirono comunque a riportarla nelle zone alte della hit-parade italiana, anche se nello stesso periodo ottenne invece una grossa popolarità in Sud America. Nel 1969 partecipò per la prima volta al Festival di Sanremo con la canzone Zucchero, ma si classificò solamente al 13º posto. Nel complesso, l'intero periodo trascorso alla Ricordi si rivelò del tutto fallimentare: non vendeva il singolo estivo Per tutta la vita (un vecchio successo anni cinquanta), uscito quasi in contemporanea con la nascita del suo primogenito Alessandro, e neppure Dimmi ciao bambino, traduzione di un brano tedesco che la Pavone portò alla Canzonissima di quell'anno, venendo prontamente eliminata.
In seguito anche alle diverse denunce presentate dalla cantante e da Teddy Reno nei confronti della Rai (non gradirono l'imitazione di Alighiero Noschese a Doppia coppia), diminuirono drasticamente anche le apparizioni della Pavone sul piccolo schermo. L'anno successivo, la Ricordi avrebbe voluto imporle una nuova partecipazione a Sanremo, ma lei si rifiutò, tornando alla casa discografica che l'aveva lanciata diversi anni prima: la RCA. In quel momento le quotazioni della cantante erano al minimo, motivo per cui, rispetto al precedente, il nuovo contratto con la sua «storica» etichetta non era, per la Pavone, altrettanto vantaggioso dal punto di vista economico. Inoltre, la RCA la mandò ugualmente a Sanremo col brano (da lei mai apprezzato) Ahi ahi ragazzo!, che ottenne comunque un certo successo discografico in Spagna e in altri paesi di lingua spagnola.

### Gli anni settanta
Dopo alcuni mesi di silenzio, in cui i discografici cercarono nuove strategie per un suo rilancio, la cantante sembrò riprendere finalmente quota partecipando a Canzonissima, dove presentò con successo due cover: Stai con me (Stand by me) e Finalmente libera (Free again), quest'ultima tratta dal repertorio di Barbra Streisand.
Nel 1971 intraprende la strada della canzone d'autore incidendo Se casomai... (presentata al Disco per l'estate) e La suggestione, firmate da un giovanissimo e semisconosciuto Claudio Baglioni. Torna in TV con lo special Ciao Rita, dove la Pavone, oltre che cantante, è anche ballerina, imitatrice e presentatrice. Lo show ottiene un ottimo successo di ascolto. Partecipa nuovamente a Canzonissima, dove la spunta su Ombretta Colli, Milva e Dalida, riproponendo con successo La suggestione, unitamente alla storica hit Cuore (in una nuova versione): in semi-finale presenta Lasciati andare a sognare, ma viene sconfitta da Iva Zanicchi e Rosanna Fratello.
Nel 1972 torna a Sanremo con la raffinata Amici mai, ma anche qui non riesce ad accedere alla finale. Solo pochi giorni dopo, però, grazie alla partecipazione allo show televisivo di Guy Lux con Bonjour la France (versione francese de La suggestione), la Pavone ottiene un grosso e inaspettato successo discografico proprio in Francia, dove giunge al 2º posto in hit-parade. Subito dopo si esibisce all'Olympia di Parigi. Oltralpe riscuotono un'ottima accoglienza anche le sue personali versioni in francese di Montagne verdi, di Marcella Bella, e Questo piccolo grande amore, di Claudio Baglioni.

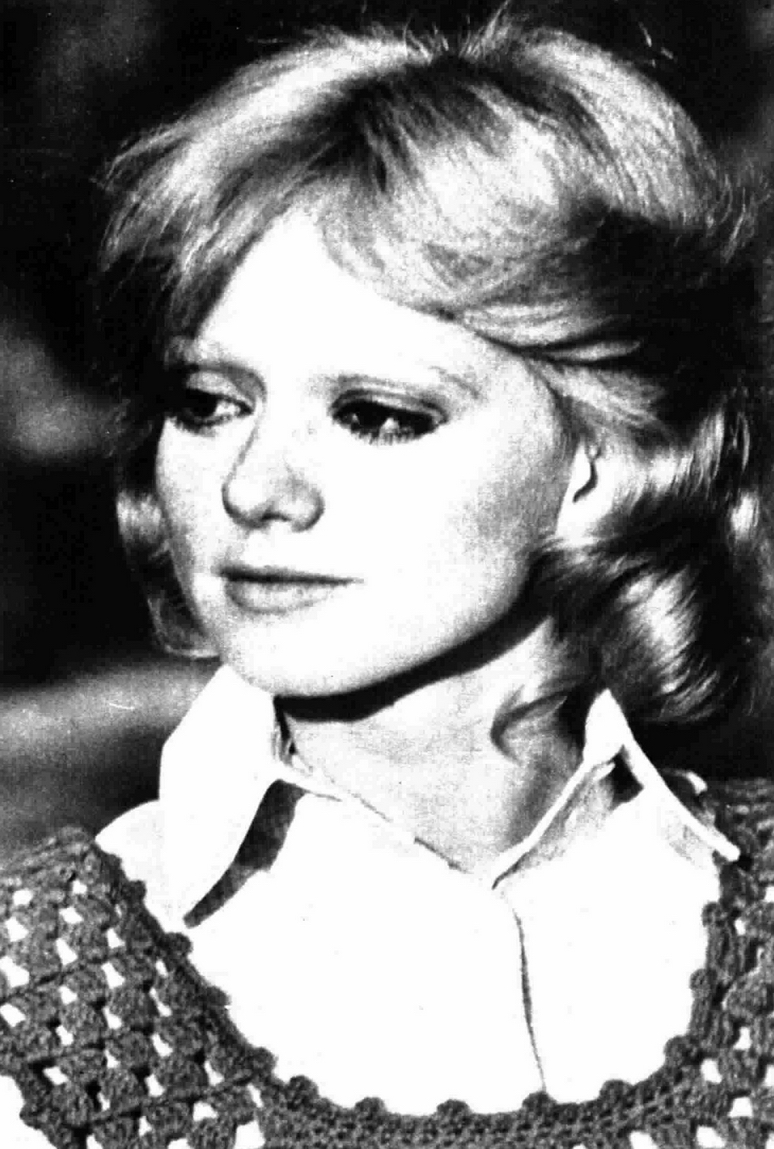
Rita Pavone nel 1973

Nel 1973 ritorna al Disco per l'estate, presentando ancora un brano di Baglioni: L'amore è un poco matto, che non solleva l'interesse del pubblico. L'anno dopo, pur incidendo parecchio materiale, non viene pubblicato dalla RCA alcunché. Nel frattempo, nel maggio 1974, nasce il suo secondogenito Giorgio.
Nel 1975 esce un album di cover anni sessanta intitolato Rita per tutti (originariamente l'album aveva per titolo Rita in discoteca), in cui la cantante interpreta alla sua maniera e con ritmiche differenti dalle versioni originali alcuni classici come Io che amo solo te di Sergio Endrigo e Sapore di sale di Gino Paoli, con gli arrangiamenti di Victor Bach. L'album diviene un grande successo in Brasile, dove Io che amo solo te viene scelta come sigla di una famosa telenovela.
Significativa risulta anche la sua attività di attrice teatrale: sempre nel 1975, insieme con Erminio Macario, recita nello spettacolo intitolato Due sul pianerottolo (che l'anno dopo diventò anche un film diretto da Mario Amendola); successivamente fu al fianco di Carlo Dapporto in Risate in salotto.
Nel 1976 promuove il singolo ...E zitto zitto, presentato al Festival di Sanremo, dove quell'anno partecipa come ospite.
Nel 1977 la Pavone ritorna nelle zone alte della hit-parade con My Name Is Potato, che diventerà la sigla del suo nuovo show televisivo Rita ed io, con Carlo Dapporto: la sigla, a metà tra il cartoon e il videoclip, è di Bruno Bozzetto. Rita ed io è anche il titolo dell'omonimo LP di quell'anno. Il successo si ripete con Paperita, brano dedicato al mondo dell'infanzia e sigla del programma Buonasera con... Rita al circo.
Nel 1978 torna in teatro assieme all'attore milanese Piero Mazzarella, portando sulle scene Quel diavolo di Santarellina. Nello stesso anno, interpreta Heidi-Di, la colonna sonora del film Heidi, scritta da Umberto Napolitano su musica di Giuni Russo e Maria Antonietta Sisini.
Nel 1979 incide un singolo disco: Blame It On The Boogie, cover dei The Jackson 5, da lei interpretata con l'Anonima ragazzi, un gruppo di giovani cantanti e ballerini che per un paio d'anni seguiranno la Pavone nella sua attività. Rita e l'anonima ragazzi è anche il titolo del suo nuovo LP, nel quale compare anche la collaborazione con la cantautrice Giuni Russo, che scriverà il brano Il mondo dei ragazzi.
Il decennio si concluse con la conduzione televisiva di uno show in onda in prima serata sul secondo canale, dal titolo Che combinazione e la pubblicazione dell'album R. P. '80, ma la susseguente amara scoperta della co-conduzione con Gianni Cavina rende decisamente nervoso il lavoro della Pavone, che in qualche modo è costretta a difendere di volta in volta il proprio spazio, nonostante lo spettacolo preveda contrattualmente Rita Pavone quale sola conduttrice (con la "partecipazione" di Cavina). Nel suo libro autobiografico intitolato Nel mio piccolo (pubblicato nel 1995 da Sperling & Kupfer), la cantante rivelerà le ragioni politiche che si celavano dietro la presenza dell'attore bolognese all'interno del suo show. Ciononostante, Che combinazione andrà in onda fino alla fine del gennaio 1980, con una media di 12 milioni di spettatori per puntata, per il quale verrà pubblicato anche un 45 giri contenente le due sigle Prendimi/Mettiti con me.

### Gli anni ottanta
Nel 1981, insieme con il marito Teddy Reno, presenta per la prima volta in teatro il duo comico Zuzzurro e Gaspare, ottenendo strepitose critiche personali.
Nella primavera del 1982 è protagonista del varietà del sabato sera della Rete 1 Come Alice, diretto da Antonello Falqui. È questa l'ultima conduzione televisiva della cantante, che da quel momento in poi si prenderà una lunga pausa dal varietà per concentrarsi esclusivamente sulla musica.
Negli anni ottanta, la Pavone intensifica la sua attività di cantautrice grazie al connubio artistico con l'autrice italoamericana Laura Trentacarlini in arte Carolain, cominciata con l'album Rita e l'Anonima Ragazzi, e in seguito firmando con lei i brani Crisi d'identità, Equivoci d'amore, Come la prima volta presenti all'interno di Dimensione donna (1985), da cui è tratta Finito, canzone che diviene un grande successo in seguito all'inserimento come sigla della soap-opera Sassaricando della brasiliana TV Globo.
Nel 1987, sempre con Carolain, scrive il singolo La valigia. Nello stesso anno viene pubblicato l'album Rita Special, che include un altro brano nato dalla collaborazione artistica con Giuni Russo, Maria Antonietta Sisini e Cristiano Malgioglio, Triangolo d'amore, scritto nel 1977.
Nel tardo 1989, dopo la delusione seguita alla bocciatura al Festival di Sanremo di quell'anno, esce il suo ultimo album di inediti, Gemma e le altre. Il disco, con musiche di Carolain e testi della stessa Rita Pavone, vede l'artista anche nel ruolo di arrangiatrice (sempre assieme alla Carolain), ed è incentrato su tematiche sentimentali interamente declinate al femminile.
In un'intervista con Verissimo, rotocalco di Canale 5 condotto da Silvia Toffanin, la Pavone ha confessato che le sue mancate partecipazioni ai Festival di Sanremo di quegli anni furono dovute all'ostracismo di Pippo Baudo che scartava sistematicamente le sue canzoni e che non la invitava mai a partecipare ai suoi programmi, segnando di fatto una battuta d'arresto alla sua carriera per tutto il decennio.

### Gli anni novanta
Nel 1991 partecipa anche all'album di Cristiano Malgioglio intitolato Amiche, insieme con Milva, Sylvie Vartan e altre artiste.
Nel 1992 è tornata negli Stati Uniti, dove ha cantato durante un concerto con Whitney Houston, Frank Sinatra, il Bolshoi Ballet e Cher all'Hotel Sands di Atlantic City.
Nel 1995, al Teatro Romano di Verona, è Maria ne La dodicesima notte di William Shakespeare, con Franco Branciaroli, Renzo Montagnani, Pino Micol e Marco Sciaccaluga: è la prima volta che la Pavone si esibisce nel repertorio classico.
Nel 1999 veste i panni di Gelsomina ne La strada (in coppia con Fabio Testi), lavoro tratto dall'omonimo film di Federico Fellini con la sceneggiatura di Tullio Pinelli e di Ennio Flaiano, per la regia di Filippo Crivelli, i costumi di Danilo Donati e le musiche di Nino Rota. Per l'occasione, il premio Oscar Luis Bacalov, compone l'inedito Che senso ha, con testo della stessa Pavone.

### Gli anni duemila
Nel giugno del 2000 e del 2001 fu tra i protagonisti, su Canale 5, del varietà musicale I ragazzi irresistibili, insieme con Maurizio Vandelli, Adriano Pappalardo e Little Tony, con i quali celebrò alcuni dei più importanti brani entrati nella storia della musica leggera dagli anni sessanta in poi. Nel 2002 idea e cura con il marito Teddy Reno il film televisivo Gian Burrasca andato in onda su Canale 5 e tiene un concerto al Miami-Dade County Auditorium.
Nel 2004 la salma del padre della cantante fu dispersa durante gli scavi per le esumazioni al Cimitero monumentale di Torino. A seguito di ciò il TAR del Piemonte, a marzo 2018, condannò il Comune di Torino a indennizzare tre famigliari.
Il 1º gennaio 2006 durante la trasmissione di Rai 1 L'anno che verrà, ha reso ufficiale la scelta di ritirarsi a vita privata dopo aver cantato per l'ultima volta in pubblico. Nel marzo 2006 si è candidata alle elezioni per il Senato, Circoscrizione Estero (infatti, come Mina, anche Rita Pavone risiede con la famiglia in Svizzera e ha la cittadinanza elvetica da molti anni) nella lista di centro-destra Per l'Italia nel Mondo di Mirko Tremaglia, senza però essere eletta.

### Gli anni duemiladieci

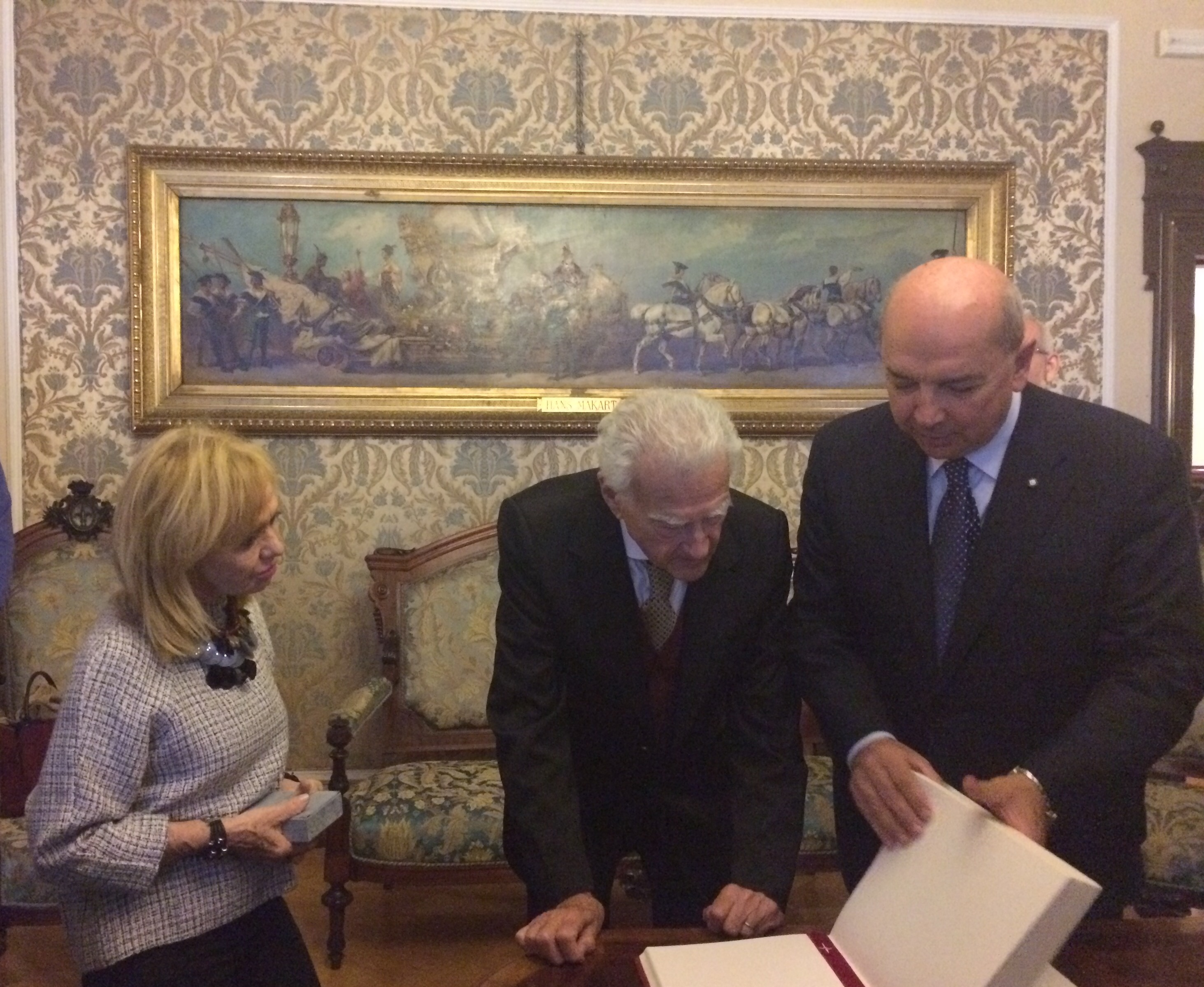
Rita Pavone sulla sinistra, Ferruccio Merk Ricordi (Teddy Reno) al centro e il Sindaco di Trieste Roberto Dipiazza sulla destra durante la consegna del Sigillo trecentesco (25 ottobre 2016)

Il 6 ottobre 2010 è stata ospite in un concerto romano di Renato Zero in occasione dei suoi 60 anni. In quell'occasione ha cantato insieme con Zero alcuni dei suoi successi. La sua intera performance è stata poi inserita nel DVD pubblicato dallo stesso Renato Zero. Sempre nel 2010 è presente come ospite nel nuovo cd di duetti di Dario Gay, Ognuno ha tanta storia, eseguendo insieme con lui il brano Domani è primavera.
Il 27 dicembre 2011, a Capri, nel corso della 16ª edizione dell'Hollywood International Film Festival, insieme con il premio Oscar Ben Kingsley e il coreografo Lindsay Kemp, ha ricevuto il premio Capri Legend Award 2011. L'evento, prodotto da Pascal Vicedomini, ha come presidente onorario Lina Wertmüller e come vice presidente Tony Renis.
L'8 settembre 2013 è tornata alla musica dopo ventiquattro anni dall'ultimo album in studio e dopo sette anni dal suo addio alle scene pubblicando il doppio album Masters, anticipato dal singolo I Want You With Me, cover di un brano portato al successo da Elvis Presley.
Nel maggio 2014 ha intrapreso il tour Rita is Back!, esibendosi dal vivo in sei concerti teatrali.
Nel febbraio 2016 è stata tra i concorrenti dell'undicesima edizione del talent show Ballando con le stelle; balla in coppia con il maestro Simone Di Pasquale, arrivando fino in finale e classificandosi al terzo posto.
Nel 2018 canta in duetto con Franco Simone la canzone Ballando sul prato scritta da Simone appositamente per lei e torna, nel mese di maggio, in Brasile per una tournée.

### Gli anni duemilaventi

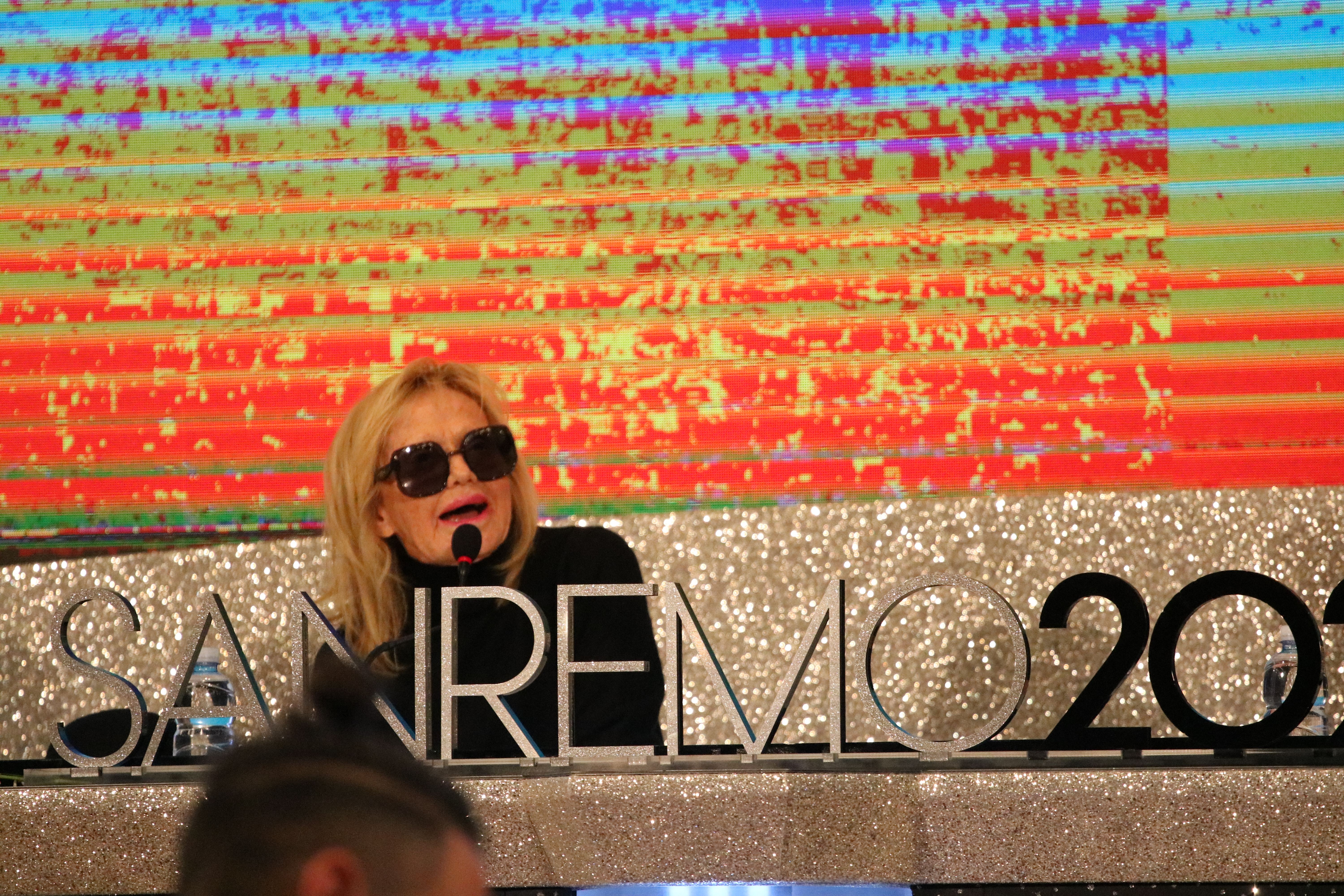
Rita Pavone al Festival di Sanremo 2020

Nel 2020 partecipa, dopo ben 48 anni dall'ultima volta, al Festival di Sanremo, dove presenta il brano Niente (Resilienza 74), composto dal figlio Giorgio Merk. Nella gara canora si classifica al diciassettesimo posto. Il 28 febbraio viene pubblicata la doppia raccolta RaRità in formato CD e il 15 maggio esce anche in formato LP in versione limitata.
Nell'autunno 2020 e nell'autunno 2021 partecipa come giurata alla terza e alla quarta edizione del talent show All Together Now - La musica è cambiata su Canale 5.
A inizio 2025 è chiamata a fare la coach a Ora o mai più, show musicale di Rai 1, in coppia con Valerio Scanu.

## Rita Pavone e i Pink Floyd
Esiste una leggenda metropolitana su Rita Pavone in circolo fin dagli anni settanta secondo la quale nel brano San Tropez, contenuto nel disco Meddle dei Pink Floyd, la Pavone verrebbe citata in un verso («I hear your soft voice calling to me / Making a date for Rita Pavone»). A questo proposito, più volte intervistata, la cantante afferma che nell'estate del 1973, mentre lavorava sulla Costa Azzurra, le venne segnalato che nel parterre erano presenti alcuni membri del gruppo dei Pink Floyd. Pare che la Pavone avesse sorriso incredula a quella notizia ma, anni dopo, coincidenza vuole che qualcuno le facesse dono del libro dedicato ai Pink Floyd edito dalle edizioni Arcana, e che in questo, riprendendo il testo di Saint Tropez, si trovasse la frase sopra citata.
Tuttavia, l'album Meddle è di ben due anni prima dell'incontro riportato da Rita Pavone e il verso citato, inoltre, recita [...] «later by phone» (come riportato nelle pubblicazioni ufficiali) e non [...] «Rita Pavone». L'errore forse deriva da alcune pubblicazioni italiane degli anni settanta e sostenute dalla successiva versione della Pavone, la quale, nonostante le altrui smentite, ha continuato a dare la sua versione dei fatti.

## Discografia

### Album
- 1963 – Rita Pavone (RCA Italiana, PML 10350)
- 1964 – Non è facile avere 18 anni (RCA Italiana, PML 10360)
- 1965 – Gian Burrasca (RCA Italiana, PML 10380) - colonna sonora
- 1965 – Stasera Rita (RCA Italiana, PML 10404)
- 1966 – La “Vostra„ Rita (RCA Italiana, serie Special, S 10)
- 1966 – È nata una stella (RCA Italiana, serie Special, S 20)
- 1967 – Ci vuole poco... (RCA Italiana, serie Special, S 24)
- 1967 – Little Rita nel West (RCA Italiana, PML 10427) - colonna sonora
- 1968 – Viaggio a Ritaland (Ritaland Dischi Ricordi, SRTL 1001)
- 1969 – Rita Pavone presenta Pierino e il lupo/Storia di Babar l'elefantino (Ritaland Dischi Ricordi, SRTL 1002) - Audiolibro, fiaba sonora
- 1969 – Rita (Dischi Ricordi, SMRL 6067)
- 1970 – Gli italiani vogliono cantare (RCA Italiana, PSL 10489) - colonna sonora
- 1971 – Ciao Rita (RCA Italiana, LP8S 21166) - (stampato solo su formato Musicassetta e Stereo 8 e ristampato in vinile in edizione limitata nel 2011 con codice PSL 21166)
- 1975 – Rita per tutti (RCA Italiana, TPL1 1164) - album di cover
- 1977 – Rita ed io (RCA Italiana, PL 31201)
- 1979 – Rita e l'anonima ragazzi (RCA Italiana, PL 31439)
- 1979 – R. P. '80 (RCA Italiana, PL 31488)
- 1985 – Dimensione donna (Ros Record, RRLP 1172)
- 1989 – Gemma e le altre ("21" Compagnia Generale Dello Spettacolo, RP 30)
- 1993 – Rita is magic (Discomagic Records, CD/809) - Album live
- 1997 – Nonsolonostalgia (Joker, CD 22153) - Raccolta di nuove registrazioni e remix
- 2013 – Masters (doppio CD) (Sony Music) - album di cover
- 2020 – RaRità (BMG, 20SC0025)

## Partecipazioni al Festival di Sanremo
| Edizione                 | Categoria | Brani                  | Piazzamento   | Abbinamento            |
| ------------------------ | --------- | ---------------------- | ------------- | ---------------------- |
| Festival di Sanremo 1969 | –         | Zucchero               | 13º           | Dik Dik                |
| Festival di Sanremo 1970 | –         | Ahi ahi ragazzo!       | non finalista | Valeria Mongardini     |
| Festival di Sanremo 1972 | –         | Amici mai              | non finalista |                        |
| Festival di Sanremo 2020 | Campioni  | Niente (Resilienza 74) | 17º           | Amedeo Minghi per 1950 |

### Ospite
| Edizione                 | Artista                         | Brano                     | Autore     |
| ------------------------ | ------------------------------- | ------------------------- | ---------- |
| Festival di Sanremo 2005 | Toto Cutugno e Annalisa Minetti | Come noi nessuno al mondo | S. Cutugno |

## Filmografia

### Cinema
- Clémentine Chérie, regia di Pierre Chevalier (1963)
- Rita, la figlia americana, regia di Piero Vivarelli (1965)
- Rita la zanzara, regia di Lina Wertmüller (1966)
- Non stuzzicate la zanzara, regia di Lina Wertmüller (1967)
- Little Rita nel West, regia di Ferdinando Baldi (1967)
- La feldmarescialla - Rita fugge... lui corre... egli scappa, regia di Steno (1967)
- La più bella coppia del mondo, regia di Camillo Mastrocinque (1967)
- Due sul pianerottolo, regia di Mario Amendola (1976)

### Televisione
- Il giornalino di Gian Burrasca, regia di Lina Wertmüller – miniserie TV (Programma Nazionale, 1964)
- Due sul pianerottolo – (Programma Nazionale, 1975) - prosa TV
- Gian Burrasca, regia di Maurizio Pagnussat – film TV (Canale 5, 2002)

#### Carosello
Rita Pavone ha partecipato a due serie di sketch della rubrica pubblicitaria televisiva Carosello: nel 1963, pubblicizzando cornetto e gelati Algida, e nel 1968, pubblicizzando l'aperitivo Cinzano Soda della Cinzano.

## Televisione
- Alta pressione (Programma Nazionale, 1962)
- Studio Uno (Programma Nazionale, 1962-1963; 1965-1966)
- Stasera: Rita! (Programma Nazionale, 1965)
- La prova del nove (Programma Nazionale, 1965)
- Partitissima (Programma Nazionale, 1967)
- Stasera giochiamo con Rita (Programma Nazionale, 1967)
- Senza rete (Programma Nazionale, 1968)
- Canzonissima (Programma Nazionale, 1969-1972)
- Gli ita(g)liani vogliono cantare (Programma Nazionale, 1970)
- Ciao Rita (Programma Nazionale, 1971)
- Rita ed io (Rete 1, 1977)
- Macario più (Rete 1, 1978)
- Buonasera con... Rita al circo (Rete 2, 1979)
- Che combinazione (Rete 2, 1979-1980)
- Come Alice (Rete 1, 1982)
- Canzoni sotto l'albero (Canale 5, 1996) Giudice
- Buona domenica (Canale 5, 1997-1998, 2000-2001)
- I ragazzi irresistibili (Canale 5, 2000-2001)
- La pista (Rai 1, 2014) Giurata
- Ballando con le stelle (Rai 1, 2016) Concorrente
- Sanremo Young (Rai 1, 2019) Giurata
- Woodstock - Rita racconta (Rai 2, 2019)
- All Together Now - La musica è cambiata (Canale 5, 2020-2021) Giudice
- All Together Now Kids (Canale 5, 2021) Giudice
- Ora o mai più (Rai 1, 2025) Giurata e Coach

## Riconoscimenti
- Nel 1979, allo Sporting Club di Montecarlo, le etichette discografiche che l'avevano pubblicata nel mondo, le hanno consegnato il disco d'oro per venti milioni di dischi venduti dal 1962 al 1978. Nonostante non esistano fonti ufficiali, si stima che a oggi, la Pavone abbia venduto più di cinquanta milioni di dischi.
- L'11 febbraio 2017, al sessantasettesimo Festival di Sanremo, le è stato conferito il premio alla carriera assegnatole dalla città di Sanremo. Nell'occasione canta sul palco la sua canzone Cuore del 1963.
- Il 25 Luglio 2025, ad Aulla ha ricevuto il Premio Lunezia alla Carriera ... "per le antiche e attuali capacità di valorizzare la musical-letterarietá attraverso il genio interpretativo e l inesauribile energia".